# Firmán de Mehmet Bey
El firmán de Mehmet Bey  fue firmán o decreto de Mehmet I de Karaman (Karamanoğlu Mehmet en turco), visir selyúcida, declarando que la lengua oficial del Sultanato Selyúcida era el turco. Mehmet Beg, Mehmet Bey, o Shams al-Din Mehmed Beg era el tercer gobernante karamánida del sur de Anatolia
Mehmet Fuat Köprülü sugirió que los funcionarios, educados bajo la influencia de la cultura persa, habían utilizado la lengua persa como lengua oficial hasta la invasión de Konya por Mehmet Bey.
Agop Dilaçar, conocido por sus trabajos sobre la Teoría de la Lengua Solar, afirmó que Mehmed Bey podría haber declarado el turco  la lengua oficial del estado. Según Dilaçar, en su firmán del 13 de mayo (o del 15 de mayo) de 1277,  ordenó que "de aquel día en adelante, en el consejo, en el hermandad derviche, en el corte, en la asamblea, en la plaza, ninguna lengua salvo el turco debía que ser hablada".
Antes que él, la élite Selyúcida en Anatolia utilizado el persa como lengua literatura y el árabe en la ciencia y administaciones. 